# Manuel de Esteban y León
Manuel de Esteban y León (Sevilla, España, 1707-Córdoba, Gobernación del Tucumán, 1775) fue un funcionario español que ocupó diversos cargos en la Gobernación del Tucumán.

## Biografía
Manuel de Esteban y León nació en Sevilla en 1707. A principios de 1730 partió hacia América y se afincó en la ciudad de Córdoba de la Gobernación del Tucumán. En 1734 contrajo matrimonio con Eugenia de Ledesma y Olmedo, hija de una importante familia local con ramificaciones en otras ciudades de la provincia. Con ella tuvo tres hijos, uno de los cuales, Domingo Ignacio de León, heredaría nominalmente el título de teniente de rey.
El 25 de mayo de 1741 fue el primero en recibir el título de teniente de rey del Tucumán a cambio de un servicio a la corona de cuatro mil pesos fuertes. Ese título reemplazaba a la figura del teniente general y establecía que, con motivo de la agitación de los indígenas, era necesario crear dicho oficio para que residiera en el extremo sur del territorio provincial donde, por su extensión, no llegaba la vigilancia del gobernador. Su nombramiento se hizo de forma vitalicia y reemplazaba al gobernador en caso de falta o ausencia.
En 1771, el entonces gobernador del Tucumán, Gerónimo Luis de Matorras, fue suspendido en sus funciones por la Real Audiencia de Charcas. Cumpliendo la orden, Manuel de Esteban y León lo envió preso a Lima. Luego asumió interinamente la gobernación en la ciudad de Córdoba el 28 de agosto, cargo que ocupó hasta el 12 octubre, fecha en la que Joaquín Espinosa y Dávalos, nombrado por el virrey como gobernador y capitán general interino, llegó a Jujuy para tomar posesión del cargo.
Manuel de Esteban y León falleció en Córdoba en 1775.